# Verband der Kupferschmiede Deutschlands
Der Verband der Kupferschmiede Deutschlands wurde 1886 als Unterstützungsverein der Kupferschmiede Deutschlands gegründet und 1903 umbenannt. Die freie Gewerkschaft organisierte die Arbeitnehmer in Kupferschmieden im deutschen Kaiserreich und der Weimarer Republik.

## Geschichte
Die Gewerkschaft wurde am 1. Juli 1886 in Berlin gegründet. Der Verbandssitz war ebenfalls in Berlin.
Der Zentralverband war Mitglied in der Generalkommission der Gewerkschaften Deutschlands und beim 1919 gegründetem Nachfolger Allgemeiner Deutscher Gewerkschaftsbund. International war die Gewerkschaft Mitglied beim Internationalem Metallgewerkschaftsbund.
Der Verband der Kupferschmiede sowie der Zentralverband der Maschinisten und Heizer widersetzten sich den Konsolidierungsversuchen des größeren Deutschen Metallarbeiter-Verband. Dieser wollte durch größere Geschlossenheit ein höheres Durchsetzungsvermögen erreichen.
Die Nationalsozialisten zerschlugen die Gewerkschaft am 2. Mai 1933. Als Nachfolger gelten die Industriegewerkschaft Metall (1946) in Ostdeutschland und die IG Metall (1949) in Westdeutschland. 